# Hawthornthwaite Fell
Das Hawthonthwaite Fell ist ein Berg im Forest of Bowland, Lancashire, England. Der Berg liegt südlich des Ortes Abbeystead und nördlich des Fair Snape Fell.
Der Berg hat bei einer Gesamthöhe von 479 m nur eine Schartenhöhe von 57 m. Auf dem flachen Gipfelplateau befindet sich ein trigonometrischer Punkt.